# Лихоманов Андрій Матвійович
Андрій Матвійович Лихоманов (1893 — 1934) — український радянський державний діяч, голова Полтавського губвиконкому, голова Катеринославського і Мелітопольського окрвиконкомів.

## Життєпис
Працював робітником Дніпровського металургійного заводу в Кам'янському Катеринославської губернії.
Член РСДРП(б) з 1912 року.
З травня 1917 року — член Кам'янського комітету РСДРП(б), голова правління профспілки металістів, член Кам'янської ради робітничих і солдатських депутатів. З грудня 1917 року — член Кам'янського військово-революційного комітету.
З січня по весну 1918 року — військовий комісар (військком) Кам'янського.
Під час гетьманської Української Держави в 1918 році перебував на підпільній комуністичній роботі.
У 1919—1920 роках — у Червоній армії, брав участь у боях з денікінцями, врангелівцями, махновцями.
Працював на відповідальній радянській роботі.
У серпні — 26 вересня 1922 року — голова виконавчого комітету Полтавської губернської ради.
У 1923 році — голова виконавчого комітету Катеринославської окружної ради.
У червні — серпні 1923 року — голова виконавчого комітету Мелітопольської окружної ради.
У 1924 — січні 1925 року — голова виконавчого комітету Катеринославської окружної ради.
Потім перебував на господарській роботі. Подальша доля невідома.